# IC 1878/2
IC 1878/2 је спирална галаксија у сазвијежђу Часовник која се налази на листи објеката дубоког неба у Индекс каталогу.
Деклинација објекта је - 52° 6' 6" а ректасцензија 3h 3m 43,4s. Привидна величина (магнитуда) објекта IC 1878 износи 14,6 а фотографска магнитуда 15,5. IC 18782 је још познат и под ознакама ESO 199-13, FAIR 735, AM 0302-521, PGC 11531.